# Balchik Ridge
Balchik Ridge är en bergstopp i Antarktis. Den ligger i Sydshetlandsöarna. Argentina, Chile och Storbritannien gör anspråk på området. Toppen på Balchik Ridge är 280 meter över havet.
Terrängen runt Balchik Ridge är bergig åt nordväst, men söderut är den kuperad. Havet är nära Balchik Ridge åt sydost. Trakten är glest befolkad. Närmaste befolkade plats är St. Kliment Ohridski Base, 14,6 kilometer nordväst om Balchik Ridge. 